# 滇池

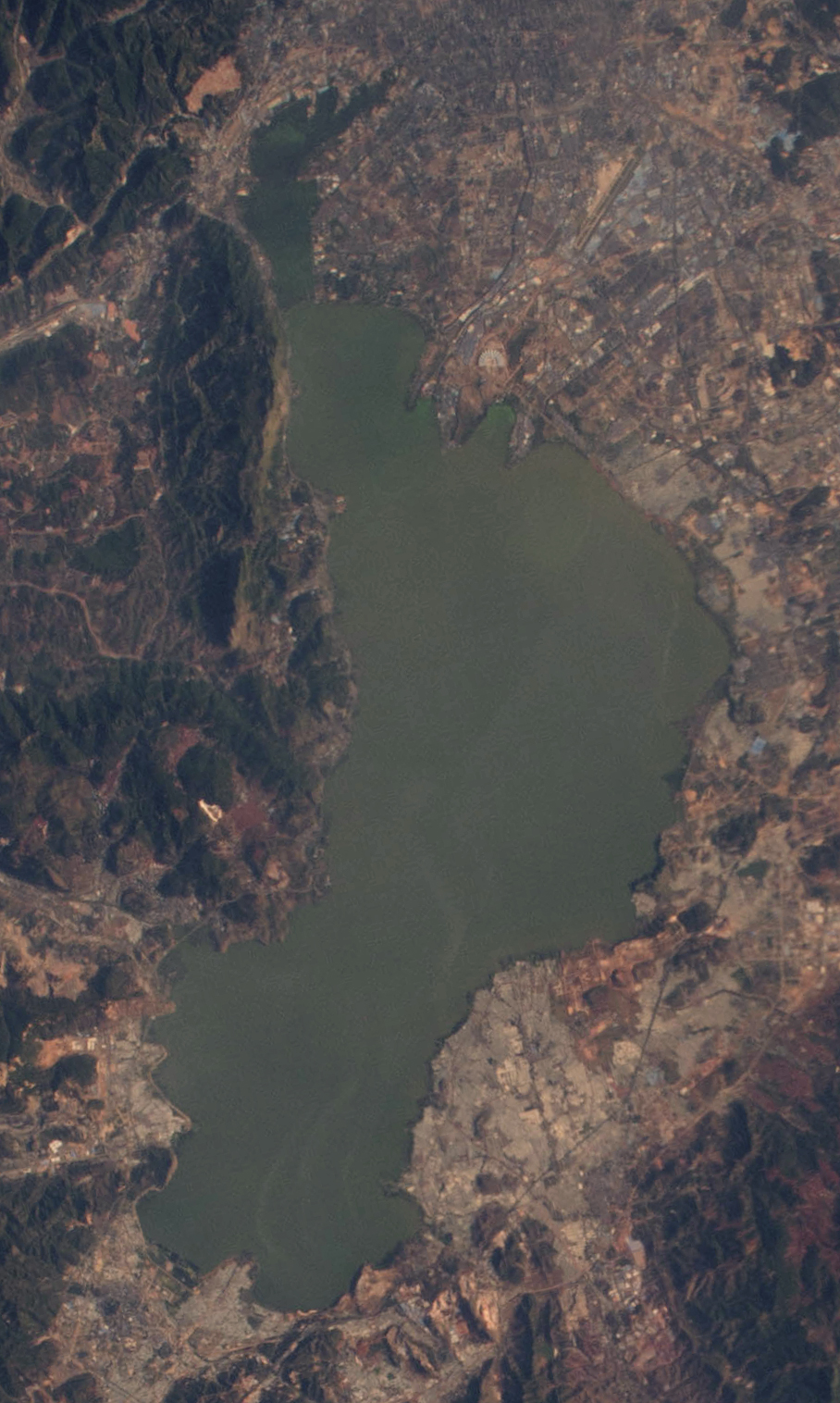
滇池卫星照片（2015年）

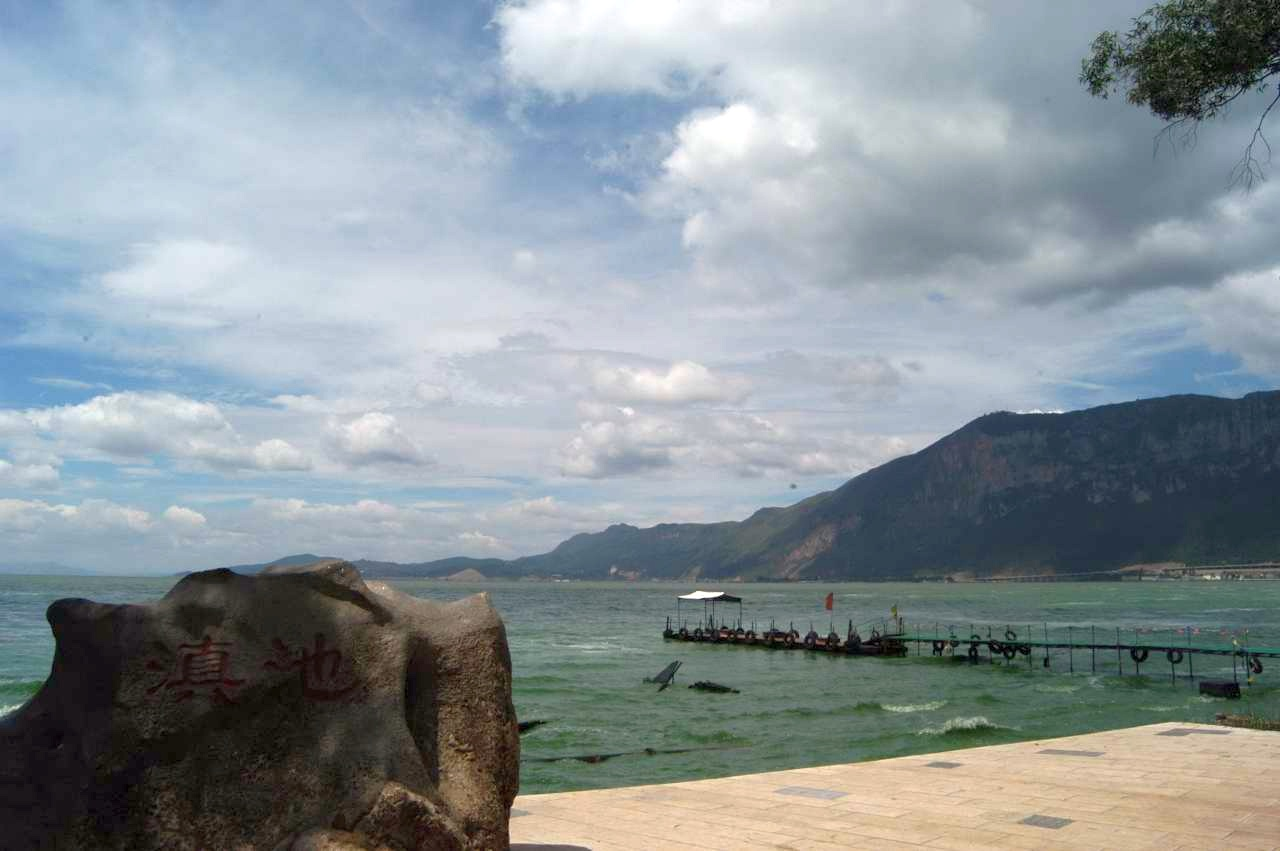
昆明滇池

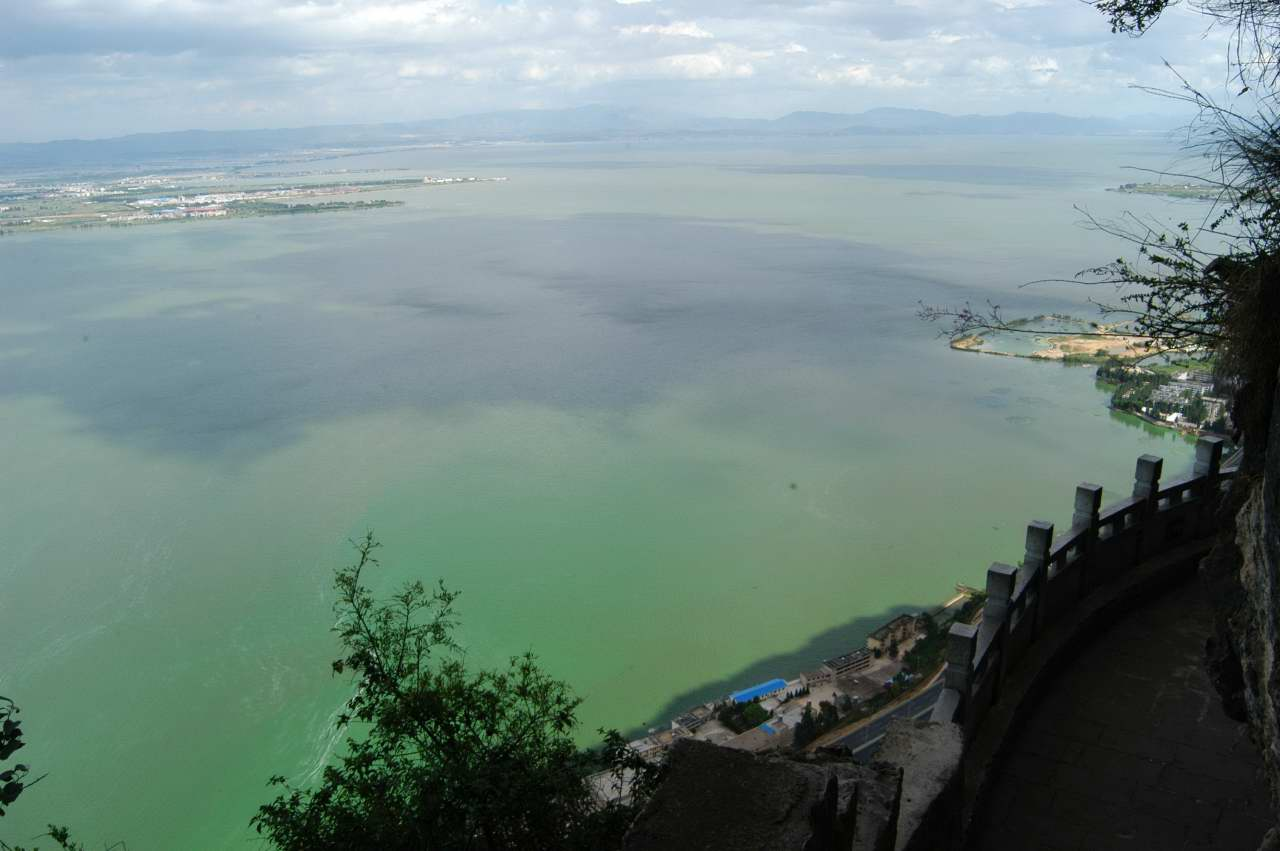
滇池

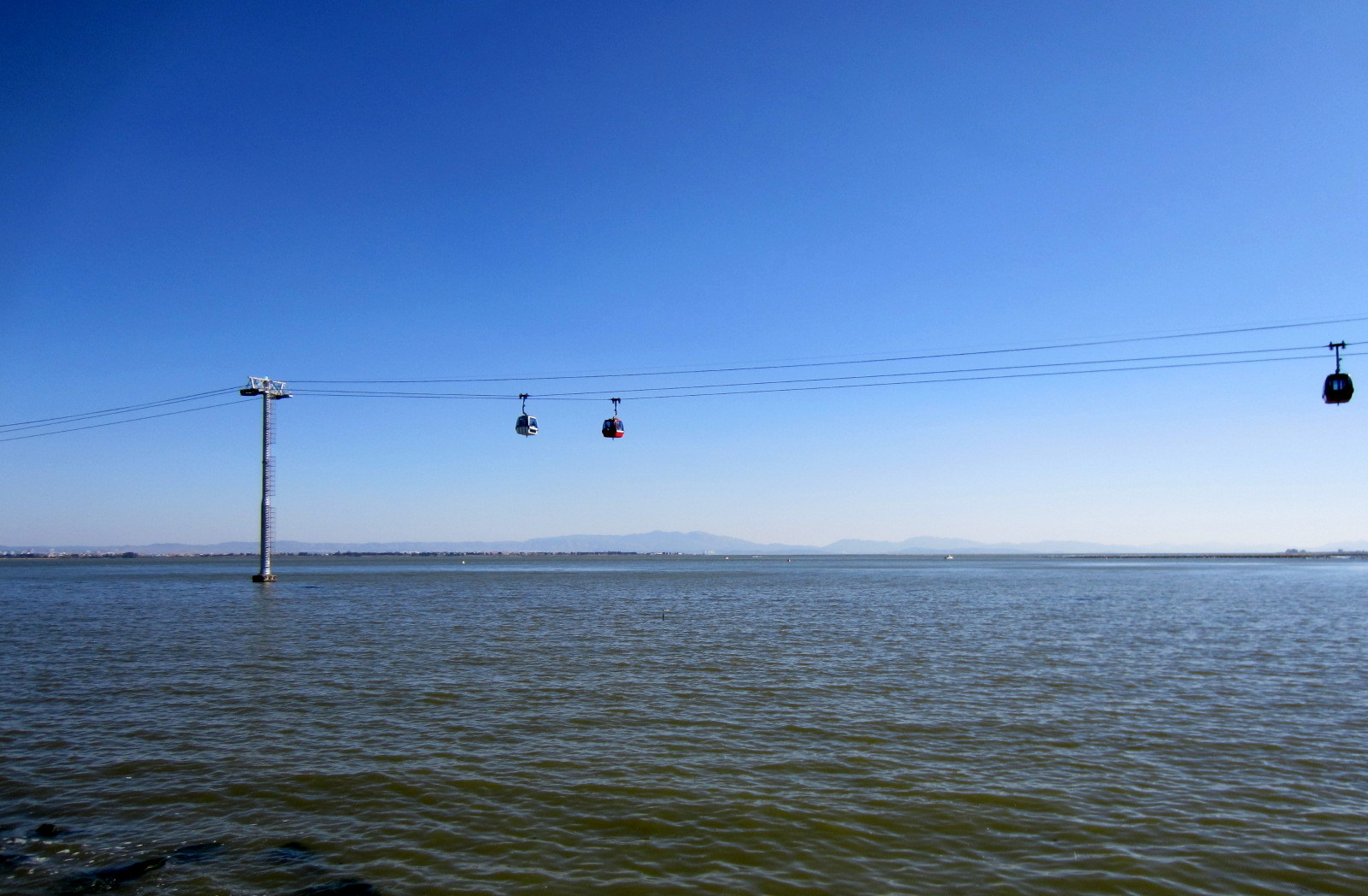
滇池岸旁

滇池也称昆明湖、昆明池，古称滇南泽，位于中國雲南省省会昆明市西南部，为云南省面积最大的高原淡水湖，也是中国第六大淡水湖。湖泊海拔高度1886米。形状似胃形。湖底平坦。

## 地理
滇池属于长江水系，为金沙江支流普渡河上游湖泊。共有天然入湖河流29条，主要入湖河流为盘龙江，主要出湖河流为海口河（螳螂川）。流域地跨昆明市五华区、官渡区、西山区、嵩明县、呈贡区和晋宁区，流域面积2855公里。四面环山，东有金马山，西有碧鸡山，北有蛇山，南有鹤山。这些山连绵起伏，形成了昆明坝子的天然屏障。昆明坝子盛产稻米、小麦、蚕豆、玉米、油料等作物，是云南著名的「鱼米之乡」。
滇池北部形成了长期泥沙淤积的海埂大坝，将滇池分割为北部的草海和南部的外海两个子湖泊。外海面积占比96.4%，是滇池的主体湖区。1996年，随着西园隧洞的建成，草海湖水通过西园隧洞排出，外海和草海成为了两个独立的湖区。在自然演化的过程中，滇池的湖面不断缩小，湖盆变浅，内源污染物不断堆积，湖泊已经进入老龄化阶段。
滇池位于亚热带季风气候区，具有明显的雨旱季节，其中85%的降水发生在5至10月的雨季。

## 历史
滇池属于构造断陷湖泊。约3万年前属于红河水系，从今晋宁区与玉溪市交界处的刺铜关流入红河。后刺铜关上升，海口河下降，滇池遂流向金沙江。
滇池周边为云南较早开发的地区之一。战国时期，楚国的莊蹻征服该地，建立了滇国。

## 景点
滇池是国家级重点风景名胜区，滇池周围分布有众多的历史文化遗产。
- 大观楼
- 西山龙门
- 华亭寺，太华寺
- 聂耳墓
- 晋宁石寨山
- 郑和公园
- 官渡古镇
- 晋城镇盘龙寺

## 现状
20世纪70年代以來，因為昆明等四周城市工業的發展，以及四周農田的開發，造成滇池水的污染，尤其優養化的情形嚴重，大量藍藻生長，已造成用水上的問題。 在围湖造田思想下，滇池由 19世纪初的 500平方公里，减少到1938年的338平方公里，直到现在的290余平方公里。滇池的主要问题是水体富营养化造成水葫芦疯狂生长，夏天甚至能覆盖整个湖面。昆明市相关单位夏季也组织打捞，但人工打捞的速度始终没有水葫芦生长的速度快，经常出现前面的还没有打捞完成，后面又长满的情况。2007年12月至2011年12月时任昆明市委书记的仇和，致力于昆明市的绿化和滇池的治理，如今入滇河道大观河水质明显好转，滇池水质也有所上升，但仍然无法饮用。2018年，滇池水质首次达到全年Ⅳ类。
2021年4月，中央第八生态环境保护督察组发现滇池范围有大量房地产项目与湖争地，破坏了生态系统完整性。随后中共云南省委和省政府负责人士对滇池保护治理工作进行现场督办。